# Salmo 48
Il salmo 48 (47 secondo la numerazione greca) costituisce il quarantottesimo capitolo del Libro dei salmi.
È tradizionalmente attribuito ai figli di Core.